# Atletism la Jocurile Olimpice de vară din 2020
Probele sportive de atletism la Jocurile Olimpice de vară din 2020 s-au desfășurat în ultimele 10 zile ale competiției, adică în perioada 30 iulie-8 august 2021 la Tokyo, Japonia, la Stadionul Olimpic.

## Probe sportive

### Masculin
| Probă sportivă | Aur | Aur        | Argint                                                                                           | Argint     | Bronz                                                                   | Bronz      |
| 100 m detalii | Marcell Jacobs (ITA) | 9,80 RE    | Fred Kerley (USA)                                                                                | 9,84 PB    | Andre De Grasse (CAN)                                                   | 9,89 PB    |
| 200 m detalii | Andre De Grasse (CAN) | 19,62 RN   | Kenneth Bednarek (USA)                                                                           | 19,68 PB   | Noah Lyles (USA)                                                        | 19,74      |
| 400 m detalii | Steven Gardiner (BAH) | 43,85      | Anthony Zambrano (COL)                                                                           | 44,08      | Kirani James (GRN)                                                      | 44,19      |
| 800 m detalii | Emmanuel Korir (KEN) | 1:45,06    | Ferguson Rotich (KEN)                                                                            | 1:45,23    | Patryk Dobek (POL)                                                      | 1:45,39    |
| 1.500 m detalii | Jakob Ingebrigtsen (NOR) | 3:28,32 RM | Timothy Cheruiyot (KEN)                                                                          | 3:29,01    | Josh Kerr (GBR)                                                         | 3:29,05 PB |
| 5.000 m detalii | Joshua Cheptegei (UGA) | 12:58,15   | Mohammed Ahmed (CAN)                                                                             | 12:58,61   | Paul Chelimo (USA)                                                      | 12:59,05   |
| 10.000 m detalii | Selemon Barega (ETH) | 27:43,22   | Joshua Cheptegei (UGA)                                                                           | 27:43,63   | Jacob Kiplimo (UGA)                                                     | 27:43,88   |
| 110 m garduri detalii | Hansle Parchment (JAM) |            | Grant Holloway (USA)                                                                             |            | Ronald Levy (JAM)                                                       |            |
| 400 m garduri detalii | Karsten Warholm (NOR) | 45,94 RM   | Rai Benjamin (USA)                                                                               | 46,17 RC   | Alison dos Santos (BRA)                                                 | 46,72 RC   |
| 3.000 m obstacole detalii | Soufiane El Bakkali (MAR) | 8:08,90    | Lamecha Girma (ETH)                                                                              | 8:10,38    | Benjamin Kigen (KEN)                                                    | 8:11,45    |
| 4×100 m detalii | Italia (ITA) · Lorenzo Patta · Marcell Jacobs · Fausto Desalu · Filippo Tortu                                                                    | 37,50 RN   | Canada (CAN) · Aaron Brown · Jerome Blake · Brendon Rodney · Andre De Grasse                     | 37,70      | China · Tang Xingqiang · Xie Zhenye · Su Bingtian · Wu Zhiqiang         | 37,79      |
| 4×400 m detalii | Statele Unite ale Americii · Michael Cherry · Michael Norman · Bryce Deadmon · Rai Benjamin · Vernon Norwood* · Randolph Ross* · Trevor Stewart* | 2:55,70    | Olanda · Terrence Agard · Ramsey Angela · Liemarvin Bonevacia · Tony van Diepen · Jochem Dobber* | 2:57,18 RN | Botswana · Isaac Makwala · Baboloki Thebe · Zibane Ngozi · Bayapo Ndori | 2:57,27 RA |
| Maraton detalii | Eliud Kipchoge (KEN) | 2:08:38    | Abdi Nageeye (NED)                                                                               | 2:09:58    | Bashir Abdi (BEL)                                                       | 2:10:00    |
| 20 km marș detalii | Massimo Stano (ITA) | 1:21:05    | Koki Ikeda (JPN)                                                                                 | 1:21:14    | Toshikazu Yamanishi (JPN)                                               | 1:21:28    |
| 50 km marș detalii | Dawid Tomala (POL) | 3:50:08    | Jonathan Hilbert (GER)                                                                           | 3:50:44    | Evan Dunfee (CAN)                                                       | 3:50:59    |
| Săritura în înălțime detalii | Gianmarco Tamberi (ITA) Mutaz Essa Barshim (QAT)                                                                                                 | 2,37       |                                                                                                  |            | Maksim Nedasekau (BLR)                                                  | 2,37 RN    |
| Săritura cu prăjina detalii | Armand Duplantis (SWE) | 6,02       | Christopher Nilsen (USA)                                                                         | 5,97 PB    | Thiago Braz (BRA)                                                       | 5,87       |
| Săritura în lungime detalii | Miltiadis Tentoglou (GRE) | 8,41       | Juan Miguel Echevarría (CUB)                                                                     | 8,41       | Maykel Massó (CUB)                                                      | 8,21       |
| Triplusalt detalii | Pedro Pichardo (POR) | 17,98 RN   | Zhu Yaming (CHN)                                                                                 | 17,57 PB   | Hugues Fabrice Zango (BUR)                                              | 17,47      |
| Aruncarea greutății detalii | Ryan Crouser (USA) | 23,30 RO   | Joe Kovacs (USA)                                                                                 | 22,65      | Tom Walsh (NZL)                                                         | 22,47      |
| Aruncarea discului detalii | Daniel Ståhl (SWE) | 68,90      | Simon Pettersson (SWE)                                                                           | 67,39      | Lukas Weißhaidinger (AUT)                                               | 67,07      |
| Aruncarea ciocanului detalii | Wojciech Nowicki (POL) | 82,52 PB   | Eivind Henriksen (NOR)                                                                           | 81,58 RN   | Paweł Fajdek (POL)                                                      | 81,53      |
| Aruncarea suliței detalii | Neeraj Chopra (IND) | 87,58      | Jakub Vadlejch (CZE)                                                                             | 86,67      | Vítězslav Veselý (CZE)                                                  | 85,44      |
| Decatlon detalii | Damian Warner (CAN) | 9018 RO    | Kevin Mayer (FRA)                                                                                | 8726       | Ashley Moloney (AUS)                                                    | 8649 OC    |
| RA Record african \| AM Record american \| AS Record asiatic \| RE Record european \| OC Record oceanic \| RO Record olimpic \| RM Record mondial \| RN Record național \| SA Record sud-american | |            |                                                                                                  |            |                                                                         |            |

* Atletul a participat doar la calificări, dar a primit o medalie.

### Feminin
| Probă sportivă | Aur | Aur        | Argint | Argint     | Bronz | Bronz      |
| 100 m detalii | Elaine Thompson-Herah (JAM) | 10,61 RO   | Shelly-Ann Fraser-Pryce (JAM)                                                                                             | 10,74      | Shericka Jackson (JAM) | 10,76 PB   |
| 200 m detalii | Elaine Thompson-Herah (JAM) | 21,53 RN   | Christine Mboma (NAM) | 21,81      | Gabrielle Thomas (USA) | 21,87      |
| 400 m detalii | Shaunae Miller-Uibo (BAH) | 48,36 AM   | Marileidy Paulino (DOM)                                                                                                   | 49,20 RN   | Allyson Felix (USA) | 49,46      |
| 800 m detalii | Athing Mu (USA) | 1:55,21 RN | Keely Hodgkinson (GBR) | 1:55,88 RN | Raevyn Rogers (USA) | 1:56,81 PB |
| 1.500 m detalii | Faith Kipyegon (KEN) | 3:53,11 RO | Laura Muir (GBR) | 3:54,50 RN | Sifan Hassan (NED) | 3:55,86    |
| 5.000 m detalii | Sifan Hassan (NED) | 14:36,79   | Hellen Obiri (KEN) | 14:38,36   | Gudaf Tsegay (ETH) | 14:38,87   |
| 10.000 m detalii | Sifan Hassan (NED) | 29:55,32   | Kalkidan Gezahegne (BRN)                                                                                                  | 29:56,18   | Letesenbet Gidey (ETH) | 30:01,72   |
| 100 m garduri detalii | Jasmine Camacho-Quinn (PUR) | 12,37      | Kendra Harrison (USA) | 12,52      | Megan Tapper (JAM) | 12,55      |
| 400 m garduri detalii | Sydney McLaughlin (USA) | 51,46 RM   | Dalilah Muhammad (USA) | 51,58      | Femke Bol (NED) | 52,03      |
| 3.000 m obstacole detalii | Peruth Chemutai (UGA) | 9:01,45 RN | Courtney Frerichs (USA)                                                                                                   | 9:04,79    | Hyvin Kiyeng (KEN) | 9:05,39    |
| 4×100 m detalii | Jamaica (JAM) · Briana Williams · Elaine Thompson-Herah · Shelly-Ann Fraser-Pryce · Shericka Jackson                                                                | 41,02 RN   | Statele Unite ale Americii (USA) · Javianne Oliver · Teahna Daniels · Jenna Prandini · Gabrielle Thomas                   | 41,45      | Marea Britanie (GBR) · Asha Philip · Imani Lansiquot · Dina Asher-Smith · Daryll Neita                                        | 41,88      |
| 4×400 m detalii | Statele Unite ale Americii · Allyson Felix · Sydney McLaughlin · Athing Mu · Dalilah Muhammad · Kendall Ellis* · Lynna Irby* · Wadeline Jonathas* · Kaylin Whitney* | 3:16,85    | Polonia · Iga Baumgart-Witan · Małgorzata Hołub-Kowalik · Natalia Kaczmarek · Justyna Święty-Ersetic · Anna Kiełbasińska* | 3:20,53 RN | Jamaica · Shericka Jackson · Candice McLeod · Roneisha McGregor · Janieve Russell · Junelle Bromfield* · Stacey-Ann Williams* | 3:21,24    |
| Maraton detalii | Peres Jepchirchir (KEN) | 2:27:20    | Brigid Kosgei (KEN) | 2:27:36    | Molly Seidel (USA) | 2:27:46    |
| 20 km marș detalii | Antonella Palmisano (ITA) | 1:29:12    | Sandra Arenas (COL) | 1:29:37    | Liu Hong (CHN) | 1:29:57    |
| Săritura în înălțime detalii | Maria Lasițkene (COR) | 2,04       | Nicola McDermott (AUS) | 2,02 OC    | Iaroslava Mahucih (UKR) | 2,00       |
| Săritura cu prăjina detalii | Katie Nageotte (USA) | 4,90       | Anjelika Sidorova (COR)                                                                                                   | 4,85       | Holly Bradshaw (GBR) | 4,85       |
| Săritura în lungime detalii | Malaika Mihambo (GER) | 7,00       | Brittney Reese (USA) | 6,97       | Ese Brume (NGR) | 6,97       |
| Triplusalt detalii | Yulimar Rojas (VEN) | 15,67 RM   | Patrícia Mamona (POR) | 15,01 RN   | Ana Peleteiro (ESP) | 14,87 RN   |
| Aruncarea greutății detalii | Gong Lijiao (CHN) | 20,58      | Raven Saunders (USA) | 19,79      | Valerie Adams (NZL) | 19,62      |
| Aruncarea discului detalii | Valarie Allman (USA) | 68,98      | Kristin Pudenz (GER) | 66,86 PB   | Yaime Pérez (CUB) | 65,72      |
| Aruncarea ciocanului detalii | Anita Włodarczyk (POL) | 78,48      | Zheng Wang (CHN) | 77,03      | Malwina Kopron (POL) | 75,49      |
| Aruncarea suliței detalii | Liu Shiying (CHN) | 66,34      | Maria Andrejczyk (POL) | 64,61      | Kelsey-Lee Barber (AUS) | 64,56      |
| Heptatlon detalii | Nafissatou Thiam (BEL) | 6791       | Anouk Vetter (NED) | 6689 RN    | Emma Oosterwegel (NED) | 6590 PB    |
| RA Record african \| AM Record american \| AS Record asiatic \| RE Record european \| OC Record oceanic \| RO Record olimpic \| RM Record mondial \| RN Record național \| SA Record sud-american | |            | |            | |            |

* Atleta a participat doar la calificări, dar a primit o medalie.

### Mixt
| Probă sportivă | Aur                                                                                             | Aur        | Argint                                                                                                 | Argint     | Bronz                                                                                               | Bronz   |
| 4×400 m detalii | Polonia (POL) · Karol Zalewski · Natalia Kaczmarek · Justyna Święty-Ersetic · Kajetan Duszyński | 3:09,87 RO | Republica Dominicană (DOM) · Lidio Andrés Feliz · Marileidy Paulino · Anabel Medina · Alexander Ogando | 3:10,21 RN | Statele Unite ale Americii (USA) · Trevor Stewart · Kendall Ellis · Kaylin Whitney · Vernon Norwood | 3:10,22 |
| RA Record african \| AM Record american \| AS Record asiatic \| RE Record european \| OC Record oceanic \| RO Record olimpic \| RM Record mondial \| RN Record național \| SA Record sud-american |                                                                                                 |            | |            | |         |

## Clasament pe medalii
| Loc   | Țară                       | Aur | Argint | Bronz | Total |
| ----- | -------------------------- | --- | ------ | ----- | ----- |
| 1     | Statele Unite ale Americii | 7   | 12     | 7     | 26    |
| 2     | Italia                     | 5   | –      | –     | 5     |
| 3     | Kenya                      | 4   | 4      | 2     | 10    |
| 4     | Polonia                    | 4   | 2      | 3     | 9     |
| 5     | Jamaica                    | 4   | 1      | 4     | 9     |
| 6     | Olanda                     | 2   | 3      | 3     | 8     |
| 7     | China                      | 2   | 2      | 1     | 5     |
| 8     | Canada                     | 2   | 1      | 3     | 6     |
| 9     | Uganda                     | 2   | 1      | 1     | 4     |
| 10    | Norvegia                   | 2   | 1      | –     | 3     |
| 10    | Suedia                     | 2   | 1      | –     | 3     |
| 12    | Bahamas                    | 2   | –      | –     | 2     |
| 13    | Germania                   | 1   | 2      | –     | 3     |
| 14    | Etiopia                    | 1   | 1      | 2     | 4     |
| 15    | Portugalia                 | 1   | 1      | –     | 2     |
| 15    | COR                        | 1   | 1      | –     | 2     |
| 17    | Belgia                     | 1   | –      | 1     | 2     |
| 18    | Grecia                     | 1   | –      | –     | 1     |
| 18    | India                      | 1   | –      | –     | 1     |
| 18    | Qatar                      | 1   | –      | –     | 1     |
| 18    | Maroc                      | 1   | –      | –     | 1     |
| 18    | Puerto Rico                | 1   | –      | –     | 1     |
| 18    | Venezuela                  | 1   | –      | –     | 1     |
| 24    | Marea Britanie             | –   | 3      | 3     | 6     |
| 25    | Columbia                   | –   | 2      | –     | 2     |
| 25    | Republica Dominicană       | –   | 2      | –     | 2     |
| 27    | Australia                  | –   | 1      | 2     | 3     |
| 27    | Cuba                       | –   | 1      | 2     | 3     |
| 29    | Cehia                      | –   | 1      | 1     | 2     |
| 29    | Japonia                    | –   | 1      | 1     | 2     |
| 31    | Bahrain                    | –   | 1      | –     | 1     |
| 31    | Franța                     | –   | 1      | –     | 1     |
| 31    | Namibia                    | –   | 1      | –     | 1     |
| 34    | Brazilia                   | –   | –      | 2     | 2     |
| 34    | Noua Zeelandă              | –   | –      | 2     | 2     |
| 36    | Botswana                   | –   | –      | 1     | 1     |
| 36    | Burkina Faso               | –   | –      | 1     | 1     |
| 36    | Grenada                    | –   | –      | 1     | 1     |
| 36    | Nigeria                    | –   | –      | 1     | 1     |
| 36    | Austria                    | –   | –      | 1     | 1     |
| 36    | Spania                     | –   | –      | 1     | 1     |
| 36    | Ucraina                    | –   | –      | 1     | 1     |
| 36    | Belarus                    | –   | –      | 1     | 1     |
| Total | Total                      | 49  | 47     | 48    | 120   |